# MODIS

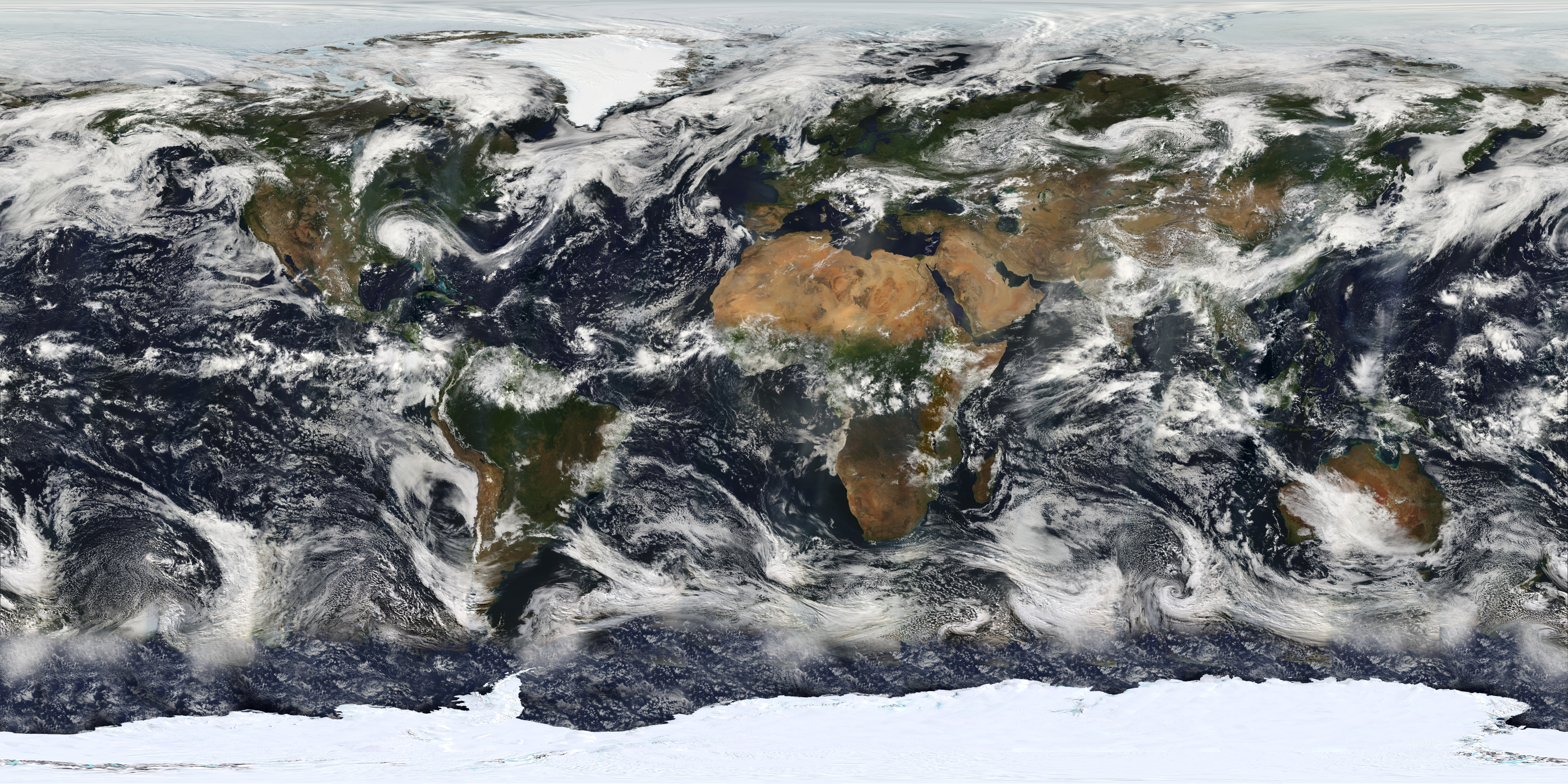
MODISで可視化した地球と大気の映像

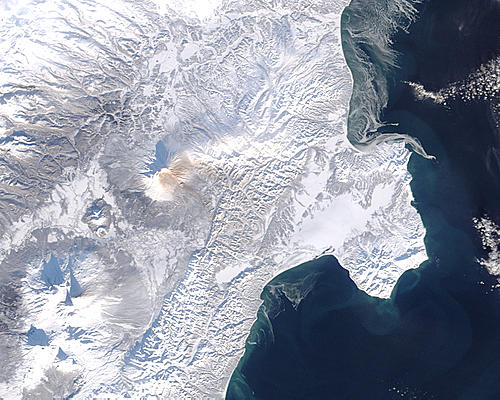
カムチャッカ半島の火山灰噴出

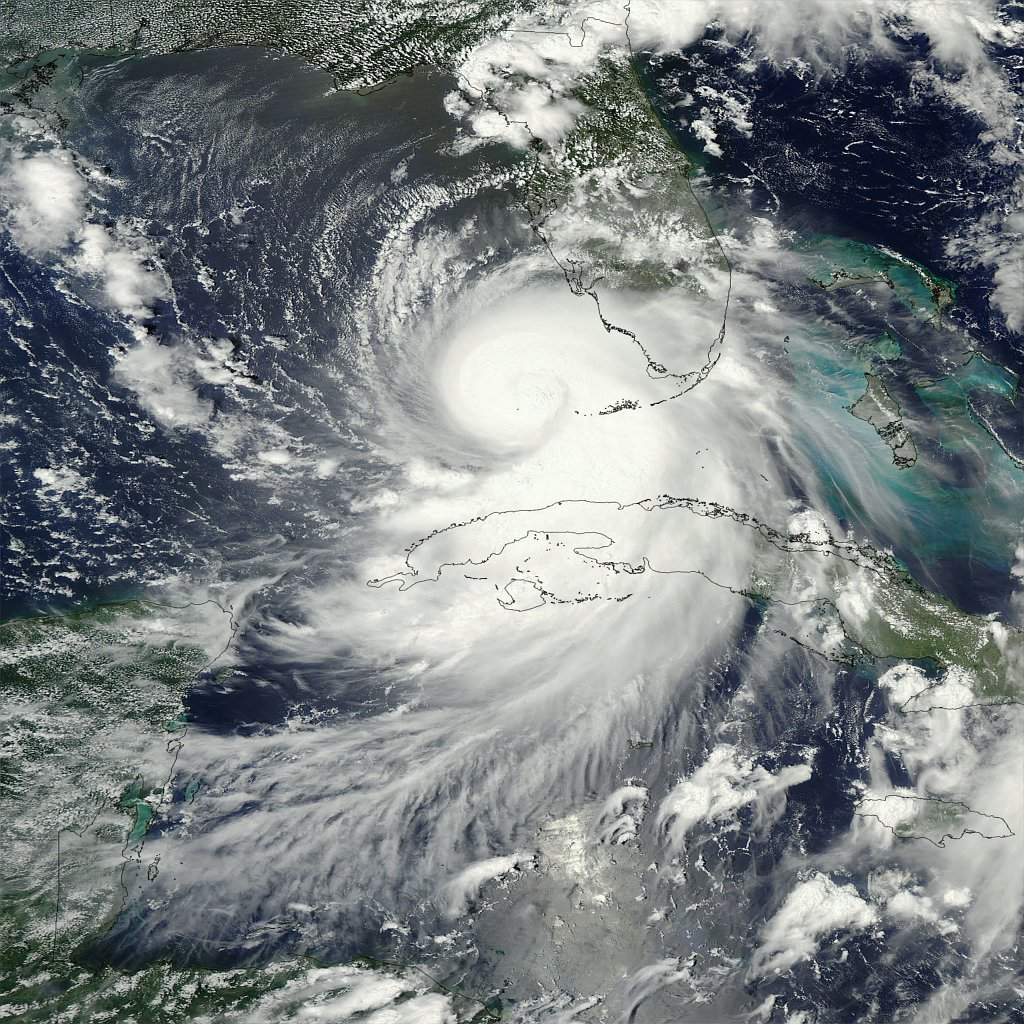
フロリダ半島に接近するハリケーン・カトリーナ

MODIS (MODerate resolution Imaging Spectroradiometer) はアメリカ航空宇宙局 (NASA) によって開発された可視・赤外域の放射計で、地球観測システム (Earth-Observing-System:EOS) の「テラ」 (EOS AM) および「Aqua」 (EOS PM) に搭載されている。観測波長帯は0.4µmから14.4µmの範囲に36のバンドを有し、直下における水平解像度は2バンドが250m、5バンドが500m、残りが1kmである。
地表、大気中微粒子および大気からの放射を観測することにより、エアロゾルの光学的特性（光学的厚さ、粒径分布）、雲分布、海面水温、海色（クロロフィルa濃度）、積雪分布、雪氷面温度、陸上の植生指数、森林火災の検出などの地球環境に関する諸量が求められる。